# Olof Ragvaldsson (Lindöätten)
Olof Ragvaldsson (Lindöätten), född 1300-talet, död 1438, var en svensk lagman, häradshövding och riksråd.

## Biografi
Olof Ragvaldsson (Lindöätten) var son till riddaren och häradshövdingen Ragvald Filipsson (Lindöätten) i Siende härad. Han var från 1427 till 1437 häradshövding i Siende härad, som sin fader. Under den tiden hade han som vikarie Jöns i Täby. Olof Ragvaldsson var lagman i Östergötlands lagsaga från 1429.

### Egendom
Han innehade Lindö i Kärrbo socken som sätesgård.

### Familj
Olof Ragvaldsson var gift Anne Nielsdotter (Kabel). De fick tillsammans dottern Anna Olofsdotter som var gift Sten Bengtssons (Ulv) och riddaren och riksrådet Johan Slaweka. Efter Olof Ragvaldssons död gifte Anna Nielsdotter om sig med danske riddaren Tyge Lunge.